# タイヨー製作所
タイヨー製作所（タイヨーせいさくしょ、英文社名：TAIYO SEISAKUSHO CO.,LTD ）は、北海道北斗市に本社を置く、食品機械メーカーである。

## 主要製品
- 主要機械
- 魚卵連続分離装置
- 各種魚類裁割機
  - 除菌解凍装置（低温高湿空気制御式）

※空気制御乾燥装置(冷風乾燥)
- 鮭加工機械
- イカ加工機械
- ホタテ加工機械
- その他加工機械

## 沿革
- 1967年（昭和42年）- 4月1日、会社設立。
- 2000年（平成12年）- 過熱水蒸気を利用した調理装置を開発。[1]
- 2008年（平成20年）- 北海道新技術・新製品開発賞『ものづくり大賞』を受賞。[2]
- 2010年（平成22年）- 4月、女子栄養大学栄養科学研究所内アクアクッカー事務室（試験室）では、株式会社タイヨー製作所、独立行政法人農研機構・食品総合研究所の支援で、厨房型アクアクッカーの普及活動を実施。[3]